# Hayat Tahrir al-Sham
Hayat Tahrir al-Sham (HTS, Engelse transcriptie van Arabisch هيئة تحرير الشام, Haiʾat Taḥrīr aš-Šām, 'Comité voor de Bevrijding van de Levant') is een islamistische alliantie van verschillende milities die in de Syrische Burgeroorlog vochten tegen de Syrische strijdkrachten van voormalig president Bashar al-Assad.

## Geschiedenis
Na het begin van de burgeroorlog in Syrië in 2011, werd in november 2012 een islamistische organisatie gesticht met de naam Al-Nusra-Front, die uitdrukkelijk tegen het regime van Bashar al-Assad gericht was en het doel had een islamitische staat onder de sharia op te richten. Enige maanden later werd het Al-Nusra-Front als de Syrische vertegenwoordiging van Al-Qaida met Mohammed al-Joulani als commandant bekendgemaakt. In 2016 keerde het Al-Nusra-Front zich definitief van Al-Quaida af en veranderde de naam in Jabhat Fateh al-Sham. De officiële reden voor de naamsverandering en de afwending van Al-Qaida was het streven naar een vereniging van de islamistische krachten in Syrië.
In 2017 verenigde Jabhat Fateh al-Sham zich met vier andere andere groepen tot Hayat Tahrir al-Sham. Jabhet Fateh al-Sham vormde verreweg de grootste groep, zodat zijn commandant ook de leiding van de nieuwe organisatie overnam. De aanleiding waren vredesbesprekingen onder behoud van de Syrische regering, gesteund door Turkije, Iran en de Russische Federatie. De alliantie eiste echter een nieuwe regering en het afzetten van Bashar al-Assad.
In de provincie Idlib, die tijdens de burgeroorlog niet onder controle stond van de regering-Assad, heeft de HTS een alternatieve regeringsstructuur opgezet. Daarom werd het door deskundigen soms al gezien als een de facto bestuur.
In december 2024 startte de HTS een groot succesvol offensief en bracht heel Syrië, met uitzondering van het oosten, onder zijn controle.

## Classificatie als terroristische organisatie
De HTS is door verschillende landen en organisaties geclassificeerd als terroristische organisatie vanwege het verleden van Jabhat Fateh al-Sham. HTS werd beschuldigd van ernstige mensenrechtenschendingen. Volgens NBC News overwoog de regering van Joe Biden om HTS te schrappen van de lijst van buitenlandse terroristische groepen.